# 중국 부동산 위기

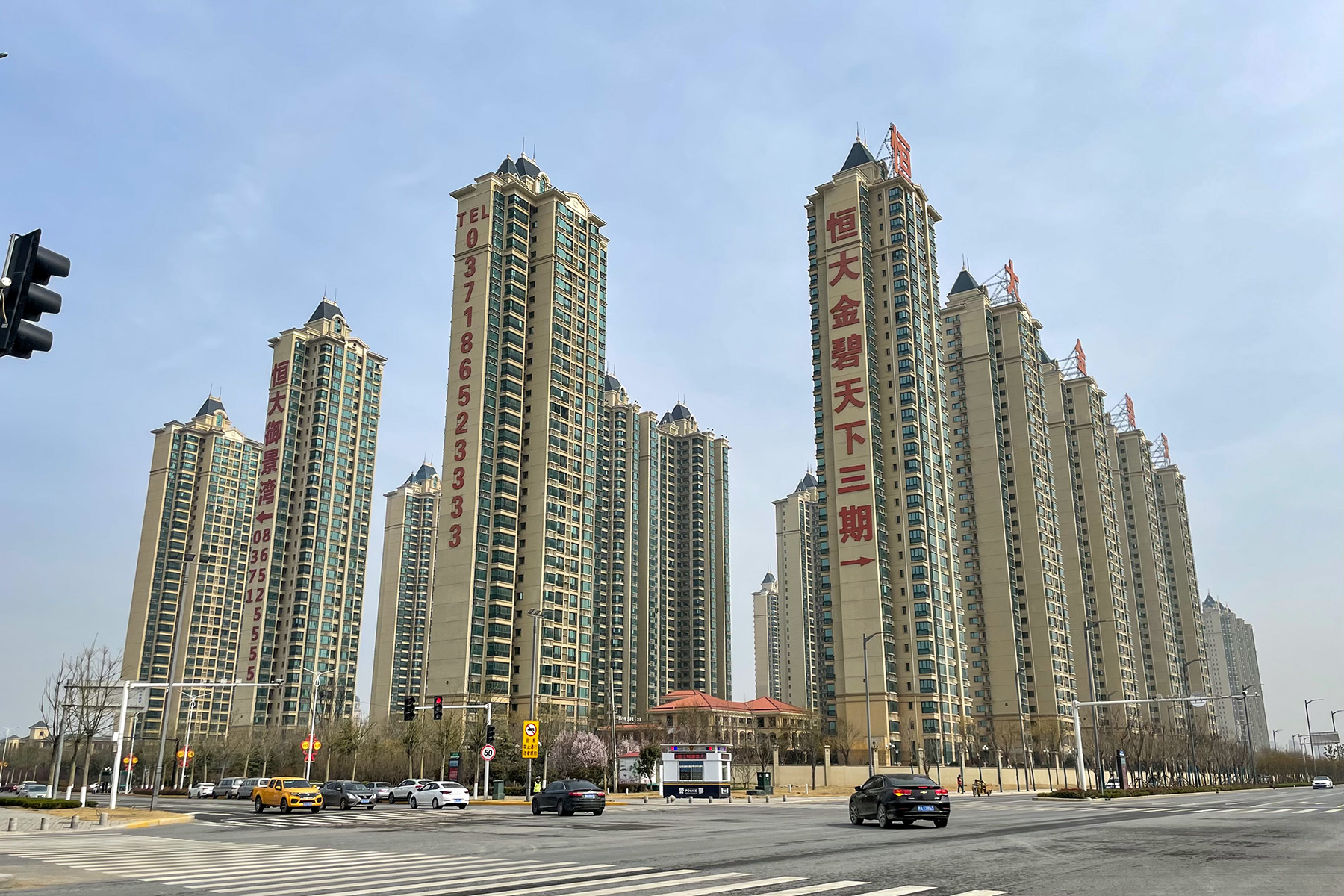
허난성 원양현의 헝다그룹이 개발한 주거용 건물

중국 부동산 위기는 2021년 헝다그룹의 채무 불이행으로 촉발된 현재의 금융위기이다. 헝다그룹과 기타 중국 부동산 개발업자는 과도한 건물 건설과 이에 따른 회사의 부채 한도에 대한 새로운 중국 규제로 인해 재정적인 스트레스를 경험했다. 이 위기는 2021년 헝다그룹을 넘어 컨트리 가든, 카이사그룹, 판타지아 홀딩스, 수낙, 시닉 홀딩스 및 모던 랜드와 같은 주요 부동산 개발업체로 확산되었다.
2021년 8월 헝다그룹이 광둥성 정부에 현금 위기를 겪을 위험이 있다고 경고한 서신이 온라인에 널리 공유된 후 주가가 급락하여 글로벌 시장에 영향을 미쳐 중국에 대한 외국인 투자가 둔화되었다. 회사는 돈을 벌기 위해 자산 매각 시도에 실패했고 여러 차례 부채 상환을 놓쳤으며 국제 신용 평가 기관에 의해 등급이 하향 조정되었고 마침내 2021년 12월 초에 역외 채권에 대한 불이행이 발생했다. 신용 평가 기관인 피치는 회사가 "제한된 불이행" 상태에 있다고 선언했다.
2020년대 초 수천 명의 소매 투자자와 은행, 공급업체, 외국인 투자자가 헝다그룹에만 2조 위안(3,100억 달러)의 빚을 지고 있었다. 2023년 9월, 국가통계국 부국장을 지낸 허켕(He Keng)은 중국에서 미완성 및 완성되었지만 비어 있는 아파트 프로젝트가 전체 중국 인구 14억 명을 수용할 수 있을 것이라고 말했다. 2024년 1월 29일, 홍콩 법원은 헝다그룹에 청산을 명령했다.

## 같이 보기
- 주가 대폭락